# 韓尊文
韓 尊文（はん じょんむん、1996年7月7日 - ）は、トップイースト-Bクリーンファイターズ山梨に所属するラグビー選手。

## プロフィール
- 大阪府出身[1]。
- ポジションはセンター(CTB)。
- 身長 183cm、体重 93kg
- 7人制日本代表に選ばれたことがある[2]。

## 略歴
2015年、大阪朝鮮高校卒業後、流通経済大学に入る。
2019年、流通経済大学卒業後、神戸製鋼コベルコスティーラーズ(現・コベルコ神戸製鋼スティーラーズ)に加入。
2022年、三菱重工相模原ダイナボアーズに加入。同年12月17日に行われたJAPAN RUGBY LEAGUE ONE第1節リコーブラックラムズ東京戦にて先発出場でリーグワン公式戦初出場を果たした。
2024年、クリーンファイターズ山梨に加入。